# Bucentaur Rock
Bucentaur Rock är en klippa i Sydgeorgien och Sydsandwichöarna (Storbritannien). Den ligger i den nordvästra delen av Sydgeorgien och Sydsandwichöarna.
Terrängen runt Bucentaur Rock är huvudsakligen kuperad, men åt nordväst är den platt. Havet är nära Bucentaur Rock åt nordost.  Trakten runt Bucentaur Rock är nära nog obefolkad, med mindre än två invånare per kvadratkilometer. Det finns inga samhällen i närheten. 